# Essam Sharaf

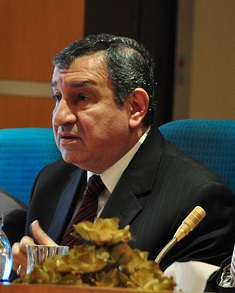
Essam Sharaf

Essam Sharaf (sinh năm 1952) là một chính khách người Ai Cập. Ông đã đảm nhiệm chức thủ tướng Ai Cập từ ngày 3 tháng 3 năm 2011 đến ngày 7 tháng 12 năm 2011. Ông từng làm Bộ trưởng Vận tải từ năm 2004 đến năm 2005.

## Tiểu sử
Sharaf sinh ra ở Giza năm 1952. Sau khi nhận bằng kỹ sư xây dựng từ Đại học Cảio vào năm 1975, ông đã đến Đại học Pủdue, nơi ông tiếp tục học, nhận bằng thạc sĩ vào năm 1980 và tiến sĩ năm 1984.